# Fenícia
A Civilização Fenícia (em fenício: 𐤊𐤍𐤏𐤍, KNʿN; em hebraico: כְּנַעַן; romaniz.: Kənáʿan; em grego clássico: Φοινίκη; romaniz.: Pheníkē; em latim: Phoenicia) foi uma civilização da Antiguidade cujo epicentro se localizava no norte da antiga Canaã, ao longo das regiões litorâneas dos atuais Líbano, Síria e norte de Israel. A civilização fenícia foi uma cultura comercial marítima empreendedora que se espalhou por todo o mar Mediterrâneo durante o período que foi de 1 500 a.C. a 300 a.C.. Os fenícios realizavam comércio através da galé, navio movido a velas e remos, e são creditados como os inventores dos birremes.
Não se conhece com exatidão a que ponto os fenícios viam a si próprios como uma única etnia; sua civilização estava organizada em cidades-estado, de forma semelhante à Grécia Antiga; cada uma destas constituía uma unidade política independente, que frequentemente entravam em conflito e podiam dominar umas as outras, embora também colaborassem através de ligas e alianças. Embora as fronteiras destas culturas antigas fossem incertas e inconstantes, a cidade de Tiro parece ter marcado seu ponto mais meridional. Sarepta (atual Sarafant), entre Sídon e Tiro, é a cidade mais extensivamente escavada pelos arqueólogos em território fenício.
Os fenícios foram a primeira sociedade a fazer uso extenso, em nível estatal, do alfabeto. O alfabeto fonético fenício é tido como o ancestral de todos os alfabetos modernos, embora não representasse as vogais (que foram adicionadas mais tarde pelos gregos). Os fenícios falavam o idioma fenício, que pertence ao grupo canaanita da família linguística semita, sendo considerada língua irmã do hebraico. Através do comércio marítimo, os fenícios espalharam o uso do alfabeto até o Norte da África e Europa, onde foi adotado pelos antigos gregos, que o passaram aos etruscos, que por sua vez o repassaram aos romanos. Além de suas diversas inscrições, os fenícios deixaram diversos outros tipos de fontes escritas, porém poucas sobreviveram até os dias de hoje. A Praeparatio evangelica, de Eusébio de Cesareia, faz citações extensas de Filo de Biblos e Sanconíaton.

## Etimologia
O termo fenício, por intermédio do latim poenicus (posteriormente punicus), vem do grego antigo phoinikes, atestado desde Homero, e influenciado por phoînix, "púrpura tíria", "carmesim"; "murex" (que por sua vez vem de phoinos "vermelho cor de sangue"). O termo foi atestado no Linear B como po-ni-ki-jo, de onde teria sido emprestado do egípcio antigo Fenkhu (Fnkhw), "povo sírio". A associação entre phoinikes e phoînix espelha uma antiga etimologia popular presente no fenício, que associava Kina'ahu ("Canaã", "Fenícia") com kinahu ("carmesim"). A região era conhecida entre os nativos como Kina'ahu, forma citada no século VI a.C. por Hecateu sob a forma (influenciada pelo grego) de Khna (χνα), e seu povo como Kena'ani.

## História

### Origens:2 300−1 200 a.C.

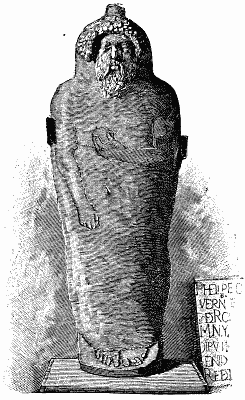
Sarcófago fenício encontrado em Cádis, Espanha, atualmente no Museu Arqueológico de Cádis. Acredita-se que tenha sido encomendado e pago por um mercador fenício, e construído na Grécia, com influência egípcia.

Em termos de arqueologia, língua e religião, pouco separa os fenícios das outras culturas da região de Canaã. Como canaanitas, sua única diferença eram seus notáveis feitos marítimos. Nas tabuletas de Amarna do século XIV a.C., chamam-se de Kenaani ou Kinaani ("canaanitas"), embora estas cartas antecedam a invasão dos Povos do Mar em mais de um século. Bem mais tarde, no século VI a.C., Hecateu de Mileto escreve que a Fenícia era chamada anteriormente de χνα, um nome que Filo de Biblos adotou posteriormente em sua mitologia como seu epônimo para os fenícios: "Khna, que posteriormente foi chamado de Phoinix."[carece de fontes?] Já no terceiro milênio a.C.. expedições marítimas eram  feitas pelos egípcios para trazer "cedros-do-líbano".
O relato de Heródoto (escrito por volta de 440 a.C.) se refere aos mitos de Io e Europa:
| “ | Os persas mais esclarecidos atribuem aos fenícios a causa dessas inimizades. Dizem eles que esse povo, tendo vindo do litoral da Eritreia para as costas do nosso país, empreendeu longas viagens marítimas, logo depois de haver-se estabelecido no país que ainda hoje habita, transportando mercadorias do Egito e da Assíria... | ” |

#### Estudos genéticos
Spencer Wells, do Genographic Project, realizou estudos genéticos que demonstraram que a população masculina do Líbano, Malta, Espanha, e outras áreas colonizadas pelos fenícios, partilham o mesmo cromossomo-Y M89. As populações masculinas que habitam as áreas associadas com a Civilização Minoica e os Povos do Mar têm marcadores genéticos totalmente diferentes, o que indica que não existia relação ancestral entre os fenícios e estes povos.
Em 2004, dois geneticistas da Universidade Harvard, importantes cientistas do Projeto Genográfico da National Geographic, Pierre Zalloua e Wells, identificaram "o haplogrupo dos fenícios" como sendo o haplogrupo J2, deixando aberto o caminho para estudos futuros. A população masculina da Tunísia e de Malta também foi incluída nestes estudos, e mostrou partilhar "contundentes" semelhanças genéticas com os libaneses. Em 2008, cientistas do Genographic Project anunciaram que "até um em cada 17 homens vivendo atualmente no litoral do Norte da África e sul da Europa pode ter um ancestral fenício direto em sua linhagem paterna."

### Apogeu: 1200–800 a.C.

mapa da Fenícia

O historiador francês Fernand Braudel comentou em seu livro, A Perspectiva do Mundo, que a Fenícia foi um dos primeiros exemplos de uma "economia-mundial" cercada por impérios. O ponto alto da cultura fenícia e de seu poder marítimo costuma ser datado como o período que vai de 1 200 a 800 a.C.
Diversos dos importantes centros urbanos fenícios, no entanto, teriam sido fundados muito antes disso: Biblos, Tiro, Sídon, Simira, Arwad e Beirute (Berytus) são citadas nas tabuletas de Amarna. A arqueologia identificou elementos culturais do zênite fenício já no terceiro milênio a.C.
Uma liga formada por cidades-estado portuárias independentes, juntamente com outras situadas em ilhas ou ao longo dos litorais do mar Mediterrâneo, era muito apropriada para o comércio entre a região do Levante, rica em recursos naturais, e o resto do mundo antigo. Durante o início da Idade do Ferro, por volta de 1 200 a.C., um evento até agora desconhecido ocorreu, associado historicamente com a chegada de um povo vindo do norte, conhecido pelo exônimo de Povos do Mar. Estes povos enfraqueceram e destruíram as civilizações egípcia e hitita, respectivamente; no vácuo de poder que se seguiu à sua chegada, diversas cidades fenícias adquiriram importância como potências marítimas.
As sociedades fenícias estavam fundamentadas em três bases de poder: o rei; o templo e seus sacerdotes; e o conselho de anciãos. Biblos foi a primeira cidade a se tornar um centro predominante, a partir de onde os fenícios saíram para dominar as rotas comerciais dos mares Mediterrâneo e Eritreu (Vermelho). Foi nesta cidade que a primeira inscrição no alfabeto fenício foi encontrada, no sarcófago de Airã (c. 1 200 a.C.). Posteriormente, Tiro tornou-se a cidade mais poderosa; um de seus reis, o sacerdote Itobaal I (887−856 a.C.) estendeu seu domínio sobre a Fenícia até a cidade de Beirute, e conquistou parte da ilha de Chipre. Cartago foi fundada pelos fenícios; de acordo com Veleio Patérculo, sua fundação ocorreu 65 anos antes da fundação de Roma, pela tíria Elissa, chamada de Dido. O conjunto de cidades-reino que formavam a Fenícia passou a ser conhecido por estrangeiros, e até mesmo pelos próprios fenícios, como Sidônia (Sidonia) ou Tíria (Tyria); os fenícios e cananeus eram chamados de sidônios ou tírios, à medida que uma cidade fenícia sucedeu a outra no poder.

### Declínio:539−65 a.C.

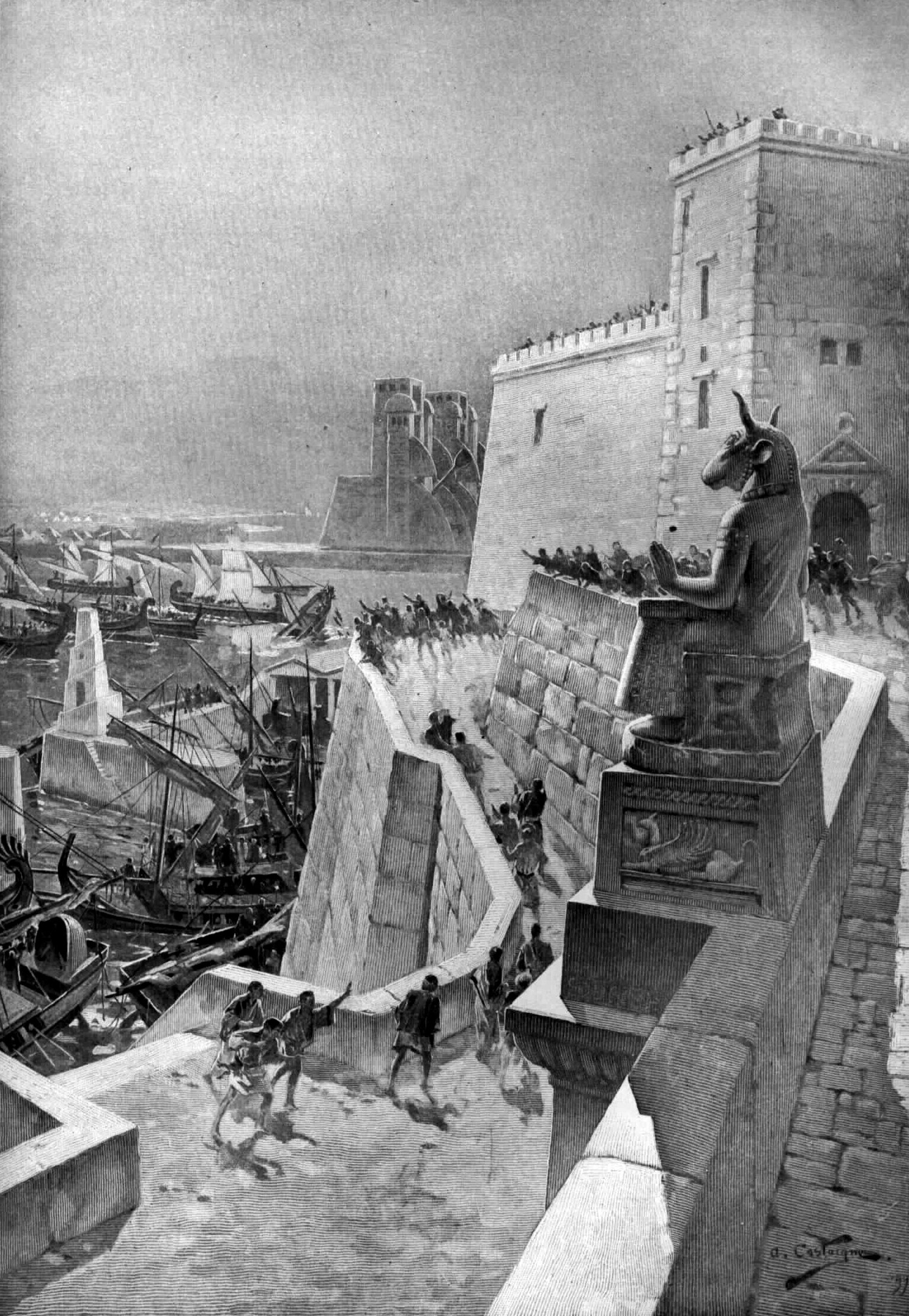
Ação naval ocorrida durante um cerco; desenho de André Castaigne, 1888-1889.

Ciro, o Grande, rei da Pérsia, conquistou a Fenícia em 539 a.C. Os persas dividiram a Fenícia em quatro reinos vassalos: Sídon, Tiro, Arwad, e Biblos. Estes reinos prosperaram, e forneceram frotas navais para os reis persas. A influência fenícia, no entanto, passou a diminuir depois da conquista; é provável que boa parte da população fenícia tenha migrado para Cartago e outras colônias depois do domínio persa. Em 350 e 345 a.C. uma rebelião em Sídon liderada por Tennes foi esmagada por Artaxerxes III; sua destruição foi descrita por Diodoro Sículo.
Alexandre, o Grande conquistou Tiro em 332 a.C., após o Cerco de Tiro. Alexandre foi excepcionalmente cruel com a cidade, executando 2 000 de seus principais cidadãos, embora tenha mantido o rei no poder. Em seguida, tomou posse das outras cidades de maneira pacífica; o soberano de Árados submeteu, e o rei de Sídon foi deposto. A ascensão da Grécia helenística gradualmente tomou o lugar dos resquícios do antigo domínio fenício sobre as rotas comerciais do leste do Mediterrâneo. A cultura fenícia acabou por desaparecer totalmente em sua pátria de origem, embora Cartago tenha continuado a florescer no Norte da África, controlando a mineração de ferro e metais preciosos na Ibéria, e utilizando seu poder naval considerável e seus exércitos de mercenários para proteger seus interesses comerciais, até a eventual destruição pelas tropas romanas em 146 a.C., no fim das Guerras Púnicas.
Depois de Alexandre, a pátria fenícia foi controlada por uma sucessão de soberanos helenísticos: Laomedonte (323 a.C.), Ptolemeu I (320 a.C.), Antígono II (315 a.C.), Demétrio (301 a.C.), e Seleuco (296 a.C.). Entre 286−197 a.C., a Fenícia (com a exceção de Árados), foi dominada pelos Ptolemeus do Egito, que instauraram os sumos-sacerdotes da deusa Astarte (Eshmunazar I, Tabnit, Eshmunazar II), como soberanos vassalos de Sídon.
Em 197 a.C., a Fenícia, juntamente com a Síria, voltou para a mão dos Selêucidas. A região ficou cada vez mais helenizada, embora Tiro tenha se tornado autônoma em 126 a.C., seguida por Sídon em 111 a.C. Toda a Síria, incluindo a Fenícia, foi capturada pelo rei Tigranes, o Grande, da Armênia, de 82 a 69 a.C., quando o monarca foi derrotado pelo general romano Lúculo. Em 65 a.C., Pompeu, o Grande, finalmente incorporou o território à província romana da Síria.

## Comércio

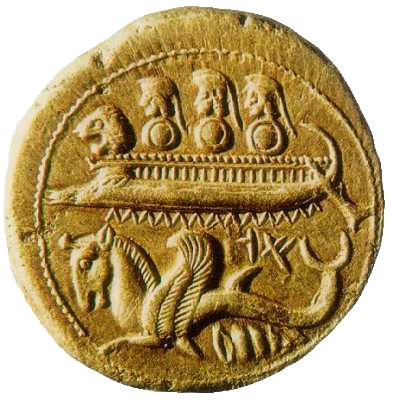
Moeda fenícia retratando um navio de guerra e um hipocampo.

Os fenícios foram alguns dos maiores comerciantes de seu tempo, e deviam muito de sua prosperidade ao comércio. Inicialmente mantinham relações comerciais apenas com os gregos, vendendo madeira, escravos, vidro e a púrpura de Tiro em pó. Esta célebre tinta de forte cor púrpura era muito usada pela elite grega para colorir suas vestes; o termo fenício vem do grego antigo phoínios, que significa "púrpura". À medida que o comércio e o processo de colonização se espalhou sobre o Mediterrâneo, os fenícios e gregos parecem ter, de maneira inconsciente, dividido aquele mar em duas partes; os fenícios navegavam pela (e eventualmente dominaram) parte meridional do mar, enquanto os gregos mantinham suas atividades nas costas setentrionais. As duas culturas se confrontaram muito esporadicamente, como na Sicília, que eventualmente foi repartida em duas esferas de influência, a fenícia no sudoeste e a grega no nordeste da ilha.

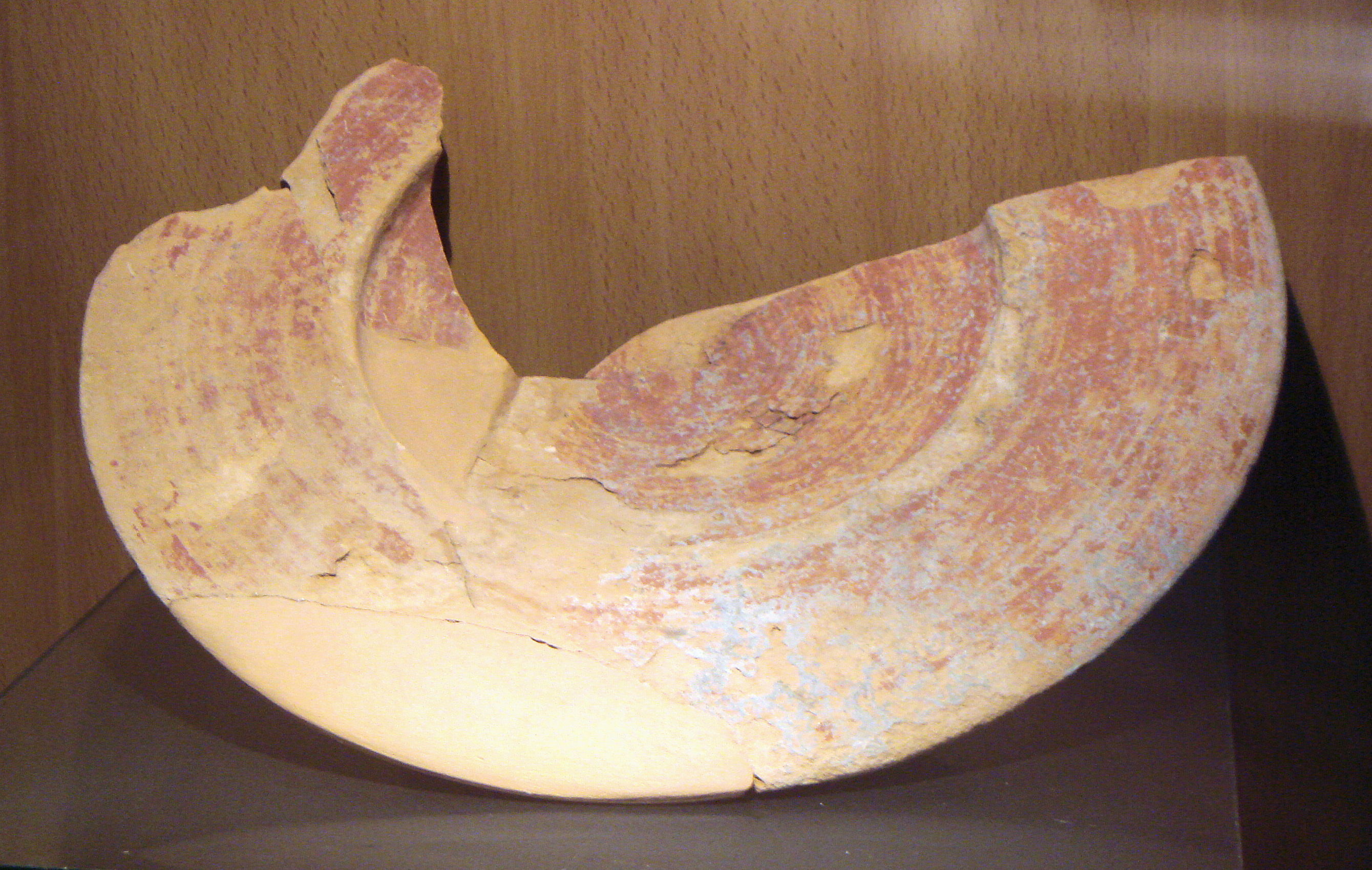
Prato fenício com engobo vermelho,, escavado na ilha de Mogador, Essaouira, Marrocos.

Em 1 200 a.C., os fenícios foram por séculos a principal potência naval e mercantil da região. O comércio fenício foi fundado com base na tinta conhecida como púrpura tíria, uma tinta de um púrpura profunda, derivada da concha do molusco gastrópode Murex, que anteriormente era encontrado com abundância nas águas costeiras do leste do Mediterrâneo, e que acabou sendo extinta. As escavações de James B. Pritchard em Sarepta, no Líbano atual, mostraram conchas esmagadas do molusco, e recipientes de cerâmica manchados com a tinta produzida no local. Os fenícios fundaram um segundo centro de produção da tinta em Mogador, no atual Marrocos. Produtos têxteis de cores brilhantes eram símbolos característicos de riqueza na sociedade fenícia, bem como o vidro, outro importante item de exportação. Os fenícios também trouxeram para a região do Mediterrâneo cães de origem africana e asiática, que acabaram por dar origem a diversas raças locais. O Egito, onde as vinhas não podiam ser cultivadas devido ao clima, comprava vinho dos fenícios do século VIII a.C.; este comércio está documentado de maneira destacada nos navios naufragados descobertos em 1997 no alto-mar, a 30 milhas a oeste de Ascalão. Fornos de cerâmica em Tiro e Sarepta produziam as grandes jarras de terracota usadas para o transporte do vinho; o Egito pagava com ouro vindo da Núbia.
De outros lugares obtinham diferentes materiais, dos quais talvez os mais importantes sejam a prata, obtida da Península Ibérica, e o estanho, da Grã-Bretanha (este último era fundido com o cobre (do Chipre), criando uma liga metálica mais durável, o bronze. Estrabão afirma que existia um comércio altamente lucrativo entre a Fenícia e a Britânia.
Os fenícios estabeleceram entrepostos comerciais ao longo do Mediterrâneo, dos quais o mais importante, estrategicamente, era Cartago, no Norte da África. Antigas mitologias gaélicas mencionam um influxo de fenícios/citas à Irlanda, liderados por Fênio Farsa. Outros fenícios também navegaram para o sul, ao longo da costa africana; uma expedição cartaginesa liderada por Hanão, o Navegador, explorou e colonizou o litoral atlântico da África até o golfo da Guiné, e, de acordo com Heródoto, uma expedição fenícia enviada para o mar Vermelho pelo faraó Necao II, por volta de 600 a.C., chegou até mesmo a circum-navegar o continente e retornar, passando pelos Pilares de Hércules (o estreito de Gibraltar) três anos depois. Em alusão a este périplo, nos anos 350 a.C. os cartagineses cunharam moedas em ouro com uma imagem no reverso que muitos julgam representar o mar mediterrâneo e a oeste o continente americano.

## Cultura

### Língua e literatura
Formado por 22 letras o alfabeto fenício foi um dos primeiros alfabetos a ter uma forma rígida e consistente. Presume-se que seus caracteres lineares simplificados se originaram a partir de um alfabeto semítico pictórico ainda não atestado, que teria sido desenvolvido alguns séculos antes no sul do Levante. O precursor do alfabeto fenício provavelmente tinha origem egípcia, como os alfabetos da Idade do Bronze Média do sul do Levante lembram os hieróglifos egípcios ou, mais especificamente, um sistema alfabético de escrita encontrado em Uádi Alhol, no Egito central. Além de ter sido antecedido pelo proto-canaanita, o alfabeto fenício também teve como antecessor uma escrita alfabética de origem mesopotâmica chamada ugarítica. O desenvolvimento do alfabeto fenício a partir do proto-canaanita coincidiu com o início da Idade do Ferro, no século XI a.C.
O alfabeto foi descrito como um abjad, uma escrita que não representa as vogais. As primeiras duas letras, aleph e beth deram o seu nome.

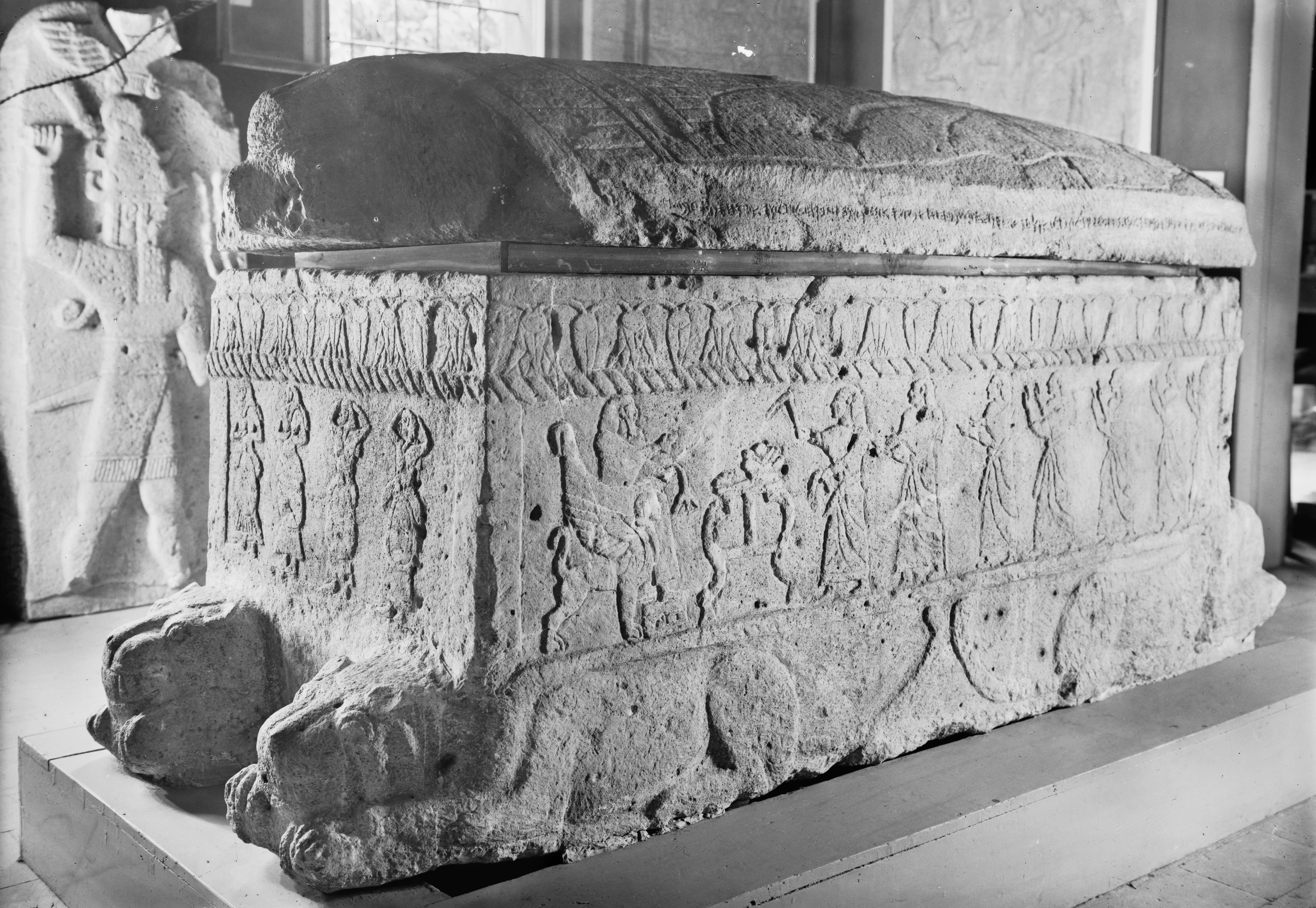
Sarcófago de Airã, no Museu Nacional de Beirute.

A representação mais antiga conhecida do alfabeto fenício foi a inscrição do sarcófago do rei Airã, de Biblos, que data no máximo do século XI a.C. Inscrições fenícias foram encontradas no Líbano, Síria, Israel, Chipre e diversas outras localidades até os primeiros séculos da Era Cristã. Os fenícios foram responsáveis por espalhar o uso de seu alfabeto por todo o mundo mediterrâneo. Comerciantes fenícios levaram o seu sistema de escrita ao longo das rotas comerciais do mar Egeu, chegando a Creta e à Grécia; os gregos adotaram a maior parte das letras, alterando, no entanto, algumas delas para vogais, dando origem ao primeiro alfabeto real.
O idioma fenício está classificado no subgrupo canaanita do ramo noroeste da família linguística semita. Seu descendente posterior no Norte da África é conhecido como púnico. Nas colônias fenícias ao redor do Mediterrâneo ocidental, a partir do século IX a.C., o fenício foi definitivamente suplantado pelo púnico, variante que continuava a ser falada no século V d.C.; Santo Agostinho, por exemplo, cresceu no Norte da África e o idioma lhe era familiar.

### Arte
A arte fenícia não tem as características exclusivas que a distinguem de seus contemporâneos; isto se deve por ter sido altamente influenciada por culturas artísticas estrangeiras, principalmente o Egito, Grécia e Assíria. Os fenícios que estudavam às margens do Nilo e do Eufrates conquistavam uma ampla experiência artística, e acabavam por desenvolver sua própria arte na forma de um amálgama de modelos e perspectivas internacionais. Em artigo do New York Times publicado em 5 de janeiro de 1879, a arte fenícia foi descrita da seguinte maneira:
"Ela entrava nos trabalhos dos outros homens e aproveitava ao máximo sua herança. A Esfinge do Egito se tornou asiática, e sua nova forma foi transplantada para Nínive, por um lado, e para a Grécia, no outro. As rosetas e outros padrões dos cilindros babilônios foram introduzidos ao artesanato fenício, e passados desta maneira para o Ocidente, enquanto o herói do antigo épico caldeu primeiro se tornou o Melcarte tírio, e, posteriormente, o Héracles, da Hélade".

### Religião
Os fenícios eram politeístas, e cultuaram diferentes divindades, muitas oriundas de culturas vizinhas, ao longo de sua história. As evidências do segundo milênio a.C. estão Adônis, Amon, Astarte, Baal Safon, Baalat Gebal ("Senhora de Biblos"), Baal Shemen (consorte de Baalat Gebal), El (Deus criador e pai dos deuses) Eshmun (Deus da medicina), Hail , Ísis, Melcarte, Osíris, Shed, o venerável Reshef (Reshef da Flecha, Deus das pragas),Yam (Deus dos Mares e do Caos, inimigo dos Deuses) YHWY[carece de fontes?] e Gebory-Kon. Já no milênio seguinte foram registrados outros, como Chusor(Kothar-wa-Khasis), Dagon (Deus dos grãos), Eshmun-Melcarte, Milkashtart, Reshef-Shed, Shed-Horon e Tanit-Astarte.
Os fenícios conservavam ritos bem arcaicos, como a prostituição divina[carece de fontes?] e o sacrifício de crianças (em particular dos primogênitos)[carece de fontes?] e de animais. A maioria dos rituais religiosos eram feitos ao ar livre.

## Influência na região do Mediterrâneo

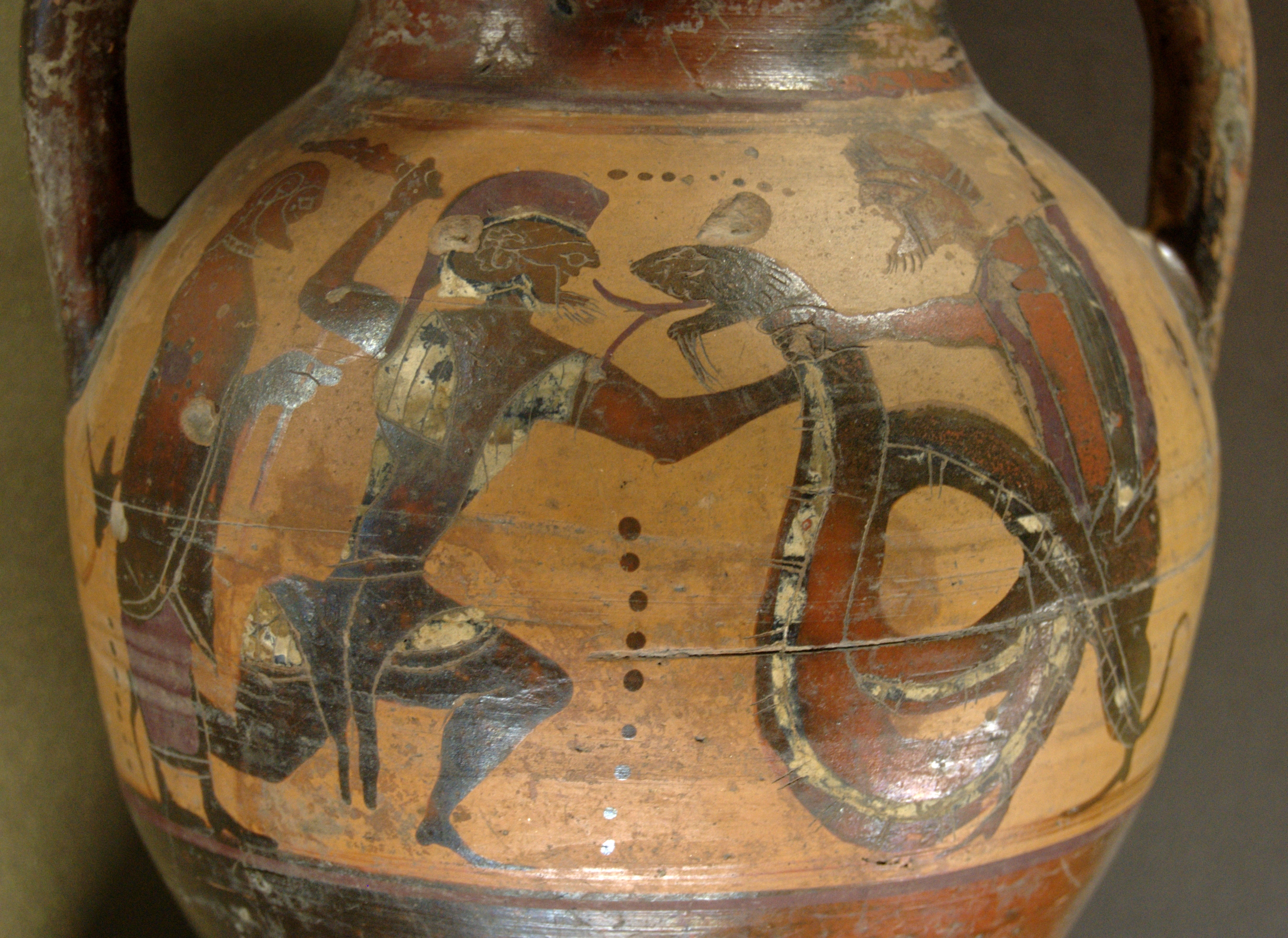
Cadmo combatendo o dragão; lado de uma ânfora em figuras negras da Eubeia,, Louvre

A cultura fenícia teve um grande impacto sobre as culturas da bacia do Mediterrâneo no início da Idade do Ferro, que por sua vez também os influenciaram enormemente. Na Fenícia, por exemplo, a divisão tripartida entre Baal, Mot e Yam parece ter sido influenciada pela divisão que havia na mitologia grega entre Zeus, Hades e Posídon. Os templos fenícios dedicados a Melcarte nos diversos portos mediterrâneos passaram a ser conhecidos, durante o período clássico da história grega, como sagrados para Héracles. Histórias como o Rapto de Europa e a chegada de Cadmo também apresentam influências fenícias.
A recuperação da economia mediterrânea, após o colapso ocorrido no fim da Idade de Bronze, parece ser em grande parte obra dos comerciantes e príncipes-mercadores fenícios, que restabeleceram o comércio de longa distância, como o existente entre o Egito e a Mesopotâmia, durante o século X a.C. A revolução jônia foi, pelo menos na história lendária, liderada por filósofos como Tales de Mileto e Pitágoras, ambos filhos de pais fenícios. Motivos fenícios também estão presentes no período orientalizante  da arte grega, e desempenharam um papel formativo na civilização etrusca, na região da Toscana, da península Itálica.
[carece de fontes?]
Existem diversos países e cidades no mundo cujos nomes são derivados da língua fenícia, como Altiburius, cidade da Argélia, a sudoeste de Cartago, que vem do fenício "Iltabrush"; Bosa, na Sardenha, do fenício "Bis'en"; Cádis, na Espanha, do fenício "Gadir";  Dhali (Idalion), no centro da ilha de Chipre, do fenício "Idyal"; Érice (Erice), na Sicília, do fenício "Eryx"; Malta, ilha no Mediterrâneo, do fenício "Malat" ('refúgio'); Mário, cidade no Chipre ocidental, do fenício "Aymar"; Oed Dekri, na Argélia, do fenício "Idiqra"; e Espanha, do fenício "I-Shaphan" ('Terra dos Híraces'), latinizado posteriromente como Hispania ("Hispânia").

## Na Bíblia
O fenício Hirão, na Bíblia, foi associado com a construção do Templo de Salomão:
| “ | II Crônicas 2:14 — Filho de uma mulher das filhas de Dã, e cujo pai foi homem de Tiro; este sabe trabalhar em ouro, em prata, em bronze, em ferro, em pedras e em madeira, em púrpura, em azul, e em linho fino, e em carmezim, e é hábil para toda a obra do buril, e para toda a espécie de invenções, qualquer coisa que se lhe propuser... | ” |

Hirão seria Hiram Abiff, arquiteto do Templo segundo a crença maçônica; ambos teriam sido muito famosos por sua tinta púrpura.[carece de fontes?]
Posteriormente, profeta  Elias execrou Jezebel, princesa de Tiro que se tornou consorte do rei Acabe e introduziu o culto de seus Deuses, entre eles Baal.
Muito depois da cultura fenícia ter florescido, ou mesmo da existência da Fenícia como entidade política, os canaanitas helenizados naturais da região ainda eram conhecidos como "siro-fenícios", como no Evangelho de Marcos, 7:26: "E esta mulher era grega, sirofenícia de nação…".
O termo Bíblia, que vem do grego antigo "biblion", "livro", deu origem ao nome da cidade fenícia helenizada de Biblos, que até então era chamada de Gebal. Os gregos deram-lhe este nome porque era de lá que vinha o papiro egípcio (Bύβλος, byblos) que era importado pelas cidades da Grécia. A Biblos atual é conhecida em árabe como Jbeil (جبيل, Ǧubayl), que vem de Gebal.

## Hippoi
Os gregos tinham dois nomes para os navios fenícios: hippoi e galloi. Galloi significa "banheiras" e hippoi, "cavalos". Os nomes são facilmente compreensíveis através das ilustrações de navios fenícios nos palácios dos reis assírios dos séculos VIII-VII a.C., onde os navios têm forma de banheiras com cabeças de cavalos em suas extremidades. É possível que estes hippoi estariam relacionados às ligações fenícias com o deus grego Posídon.

### Ilustrações
As portas de Tel Balawat (850 a.C.) podem ser encontradas no palácio de Salmanaser III, um rei assírio, próximas a Nimrud. São feitas de bronze, e mostram navios chegando para prestar homenagens a Salmanaser.
O baixo-relevo de Corsabade (século VII a.C.) mostra o transporte de madeira (provavelmente cedro-do-líbano). Encontra-se no palácio construído especificamente para Sargão I, outro rei assírio, em Corsabade, no norte do atual Iraque.

## Relações com os gregos

### Comércio
No fim da Idade do Bronze (por volta de 1 200 a.C.), havia intenso comércio entre os canaanitas (ancestrais dos fenícios), egípcios, cipriotas e gregos. Nos restos de um naufrágio ocorrido no litoral da Turquia (Ulu Bulurun), cerâmica canaanita usada para o transporte de mercadoria foi encontrada juntamente com objetos de cerâmica do Chipre e da Grécia. Os fenícios eram célebres por suas habilidades ao trabalhar com o metal, e, ao fim do século VIII a.C., as cidades-estado gregas mandavam enviados ao Levante para obter mercadorias de metal.
O auge da atividade comercial fenícia se deu por volta dos séculos VIII-VII a.C. Nesta altura ocorre uma dispersão das importações (cerâmica, pedra e faiança) do Levante indicando um canal comercial fenício até a Grécia continental, através do Egeu central. Em Atenas existem poucas evidências deste comércio, com apenas algumas importações do Oriente, porém outras cidades litorâneas gregas contém uma quantidade abundante destas mercadorias originárias da região, evidenciando este comércio.
Al-Mina é um exemplo específico do comércio que era realizado entre os gregos e fenícios. Já se levantou a hipótese de que, por volta do século VIII a.C., comerciantes da Eubeia teriam estabelecido uma ligação comercial com a costa levantina, utilizando-se de Al-Mina, na Síria, como base para este empreendimento, embora ainda não se saiba até que ponto seriam reais estas alegações. Os fenícios até mesmo obtiveram seu nome dos gregos, devido às suas atividades comerciais; seu produto mais célebre era a tinta púrpura, conhecida em grego como phoenos.

### Alfabeto
O alfabeto fonético fenício foi adotado e modificado pelos gregos, provavelmente por volta do século VIII a.C. (na mesma época das ilustrações dos hippoi fenícios). Isto provavelmente não ocorreu de uma vez, mas sim ao fim de um longo processo de intercâmbios comerciais. Possivelmente neste período também tenha ocorrido igualmente a adaptação de algumas ideias religiosas. Heródoto cita a cidade de Tebas, no centro da Grécia, como o local específico onde esta importação do alfabeto teria ocorrido. O lendário herói fenício Cadmo é quem leva o crédito por ter trazido o alfabeto à Grécia, porém é mais plausível que tenha sido levado por migrantes fenícios para a ilha de Creta, de onde se expandiu gradualmente para o norte.

### Ligações com a mitologia grega

#### Cadmo
Tanto na mitologia fenícia quanto na grega Cadmo é um príncipe fenício, filho de Agenor, rei de Tiro. Heródoto atribui a Cadmo o mérito de levar o alfabeto fenício à Grécia, aproximadamente seiscentos anos antes da época em que o próprio Heródoto viveu, ou seja, por volta de 1 000 a.C..
"Os fenícios que haviam acompanhado Cadmo e no número dos quais figuravam os gefireus, introduziram na Grécia, durante sua permanência nesse país, vários conhecimentos, entre eles os alfabetos que eram, na minha opinião, até então desconhecidos no país. A princípio, os gregos fizeram uso dos caracteres fenícios, mas, com o correr do tempo, as letras foram-se modificando com a língua e tomaram outra forma.".

#### Deuses fenícios do mar
Devido ao grande números de divindades que seguem o modelo de "Senhor dos Mares" nas mitologias clássicas, é difícil atribuir um nome específico à divindade marinha da religião fenícia. Esta figura "Posídon-Netuno" é mencionada por autores e em diversas inscrições como muito importante para mercadores e marinheiros, porém o seu nome específico ainda está por ser descoberto. Existem, no entanto, nomes específicos usados para cada cidade-Estado, separadamente, a suas divindades marinhas locais. O deus dos mares de Ugarit, por exemplo, era Yamm. Yamm e Baal, o deus das tempestades da mitologia ugarítica, frequentemente associado a Zeus, se enfrentam numa batalha épica pelo domínio do universo. Como Yamm é o deus dos mares, ele representa o vasto caos. Baal, por outro lado, representa a ordem. Na mitologia ugarítica, Baal derrota Yamm; em algumas versões do mito, ele o mata com uma clava feita especialmente para ele, e, em outras, a deusa Astarte (Athtart) salva Yamm e lhe ordena que fique em seus próprios domínios, já que fora derrotado. Yamm é o irmão do deus da morte, Mot.
Alguns estudiosos identificaram Yamm com Posídon, embora ele também tenha sido identificado com Ponto.